# Гилбрет, Фрэнк Банкер
Фрэнк (Франк) Ба́нкер Ги́лбрет-старший (или Гильбрет, Джильбрет; англ. Frank Bunker Gilbreth Sr.; 7 июля 1868, Фэрфилд, Мэн — 14 июня 1924, Монтклэр, Нью-Джерси) — американский инженер, один из основоположников современной науки об организации труда и управления.

## Биография

### Ранние годы (1868—1885)
Фрэнк Гилбрет родился в городе Фэрфилд, штат Мэн, и был младшим сыном в семье владельца скобяной лавки и страстного животновода Джона Хирама Гилбрета (англ. John Hiram Gilbreth) (03.07.1833 — 17.12.1871). У Фрэнка были две старшие сёстры — Энн и Мэри. Джон Хирам умер в возрасте 38 лет, когда Фрэнку было три года. В декабре 1871 года заболела любимая лошадь Джона Хирама породы Морган по имени Гилбрет Нокс (англ. Gilbreth Knox). Джон Хирам выходил скакуна, но сам сильно простудился и через три дня умер.
Мать Фрэнка, Марта Гилбрет (в девичестве Банкер) (англ. Martha (Bunker) Gilbreth) (26.08.1834 — 02.05.1920), вела свою родословную от пилигримов из клана Брэдфордов, прибывших на корабле «Мейфлауэр» из Великобритании и основавших Плимутскую колонию. Самым знаменитым предком Марты является губернатор Плимутской колонии Уильям Брэдфорд. Он управлял поселенцами в течение 30 лет в период с 1621 по 1657 годы, переизбиравшись, в общей сложности, на пять губернаторских сроков.
В молодости (1849—1858 гг.) Марта Банкер работала школьной учительницей. В ноябре 1858 года она вышла замуж за Джона Хирама Гилбрета и оставила работу в школе. После смерти мужа Марта тяжело заболела. Выздоровев, она обнаружила, что назначенный исполнителем завещания мужа родственник неудачно распорядился состоянием семьи, потеряв большую часть денег. Забрав небольшую сумму денег, оставшуюся от наследства, Марта вместе с младшей сестрой Кит (настоящее имя — Каролина) и тремя детьми переехала из Фэрфилда в город Андовер (Массачусетс), где надеялась дать детям хорошее образование.
Старшие сёстры Фрэнка поступили в Академию Эббота, престижное учебное заведение для девочек . Однако к тому времени, как Фрэнк достиг школьного возраста и должен был поступить в андоверскую Академию Филлипса, сбережения Марты закончились, и семье пришлось переехать в Бостон, который славился высоким уровнем бесплатного среднего образования.
Понимая, что жалованье школьной учительницы не сможет достойно обеспечить её большую семью, Марта взяла в банке заём на аренду заброшенного здания, отремонтировала его и устроила в нём пансион. В 1878 году, в возрасте десяти лет, Фрэнк поступил в школу для мальчиков Райса средней ступени (англ. Rice Training School — подразделение школы Rice Grammar School). Фрэнк был довольно посредственным учеником, поэтому Марте пришлось на год забрать его из школы и собственными силами «натаскивать» по программе. Фрэнку особенно не давались правописание, грамматика, французский и немецкий языки, однако он был в числе лучших учеников по математике и черчению. В книге воспоминаний «Передышка для счастья» (англ. Time Out for Happiness, 1970) сын Фрэнка Гилбрета — старшего Фрэнк Гилбрет-младший приводит анекдот, связанный с низкой успеваемостью отца:
Помню, как однажды, когда отец распекал меня за плохие оценки в табеле, бабушка направилась к секретеру и извлекла из одного из ящиков, который она называла «ящиком печали», отцовский школьный тест по правописанию. Из двадцати шести слов теста он чудесным образом написал верно только два.
У меня вырвалось:

— Что же сказала учительница, когда увидела, какой ты глупый?
— Глупый?! — переспросил отец с некоторым оттенком снисходительности. — При чём же тут глупость? Я просто ответил ей, что через пару лет после окончания школы найму толпу стенографисток, которые напишут всё, что я им продиктую.
Впоследствии Фрэнк Гилбрет выступал (в том числе в печати) за упрощение английского правописания и был членом Совета по упрощённому правописанию.
Академические успехи сестёр Фрэнка были гораздо более впечатляющими. Старшая сестра Энн Гилбрет (в замужестве Кросс) серьёзно занималась музыкой. Выиграв стипендию на обучение в Европе, она проходила стажировку у Ференца Листа. Впоследствии Энн открыла музыкальную школу в городе Провиденс, штат Род-Айленд.
Средняя сестра, Мэри, показывала блестящие результаты в области изучения ботаники. Она училась на факультете биологии Массачусетского технологического института, а также в Институте Рэдклиффа (в те годы подразделение для женского образования в Гарварде). Она собиралась стать учёным, и темой её научных изысканий была классификация растений в зависимости от метода рассеивания семян. Ранняя смерть от туберкулёза помешала реализации её планов.
Из школы Райса Фрэнк перешёл в среднюю школу старшей ступени English High School, одну из старейших бесплатных школ США. В 1885 году, по окончании школы, Фрэнк выдержал экзамены в Массачусетский технологический институт, но решил не учиться в нём (отчасти вследствие стеснённых материальных обстоятельств). Он принял предложение подрядчика-строителя Рентона Уиддена (англ. Renton Whidden) пойти работать в его фирму Whidden and Company Construction в качестве ученика каменщика с условием быстрого продвижения на более высокие должности.

### Работа Фрэнка Гилбрета в строительстве (1885—1911)
В первые же месяцы работы в Whidden and Company Construction Фрэнк проявил интерес к изучению трудовых движений. Он заметил, что разные каменщики используют при кладке кирпича разные движения. Кроме того, Фрэнк увидел, что демонстрация метода кладки ученику и кладка кирпича в обычном, необучающем режиме тоже происходят при помощи отличающихся движений.
Проанализировав движения каменщиков и используемые ими инструменты, Гилбрет сконструировал подъёмные подмости «Прямая спина» (англ. non-stooping scaffold), благодаря которым рабочим больше не приходилось нагибаться, чтобы брать кирпичи и зачерпывать раствор. Использование данной модели подмостей позволило существенно увеличить скорость кирпичной кладки: со 120 (по другим данным 125) до 350 кирпичей в час. Количество движений, необходимых для данной строительной операции, сократилось с 18 до пяти (по другим данным, до 4,5 и до 4 ). Гилбрет запатентовал подмости и выставил конструкцию на конкурс, проводимый Институтом механики штата Массачусетс (англ. New England Manufacturers' and Mechanics' Institute), где подмости были удостоены серебряной медали.
Начав трудовую деятельность в качестве подручного каменщика, Фрэнк Гилбрет в течение десяти лет прошёл путь до десятника и управляющего. В 1895 году он решил стать самостоятельным подрядчиком. Первого апреля 1895 года Гилбрет основал собственную строительную фирму Frank Gilbreth Construction, которая выполняла подрядные работы и давала консультации.
Компания Гилбрета занималась строительством жилых домов, небоскрёбов, фабрик, дамб и каналов. Среди самых известных проектов Фрэнка Гилбрета — строительство Электрической лаборатории Огюстус Лоуэлл (англ. Augusutus Lowell Laboratory of Electrical Engineering) для Массачусетского технологического института (1902 г.) и промышленного посёлка Вудлэнд (сейчас — Бейливилль) в штате Мэн . Для работы по контрактам, заключённым с Адмиралтейством и Военным министерством Великобритании, Гилбрет открыл представительство в Лондоне . В 1906 году фирма Гилбрета участвовала в восстановлении инфраструктуры Сан-Франциско после землетрясения.
В период рецессии строительного бизнеса 1911—1912 гг. Гилбрет принял решение полностью переключиться на работу в области изучения движений.

### Брак сЛилиан (Моллер) Гилбрет(1903—1924)
До 35 лет Фрэнк Гилбрет жил в доме с мамой и тётей и не планировал связывать себя узами брака. Усилиями Марты Гилбрет и тётушки Кит все романы Гилбрета сходили на нет. Каждый раз, когда Фрэнк начинал ухаживать за девушкой, в списке требований его матери к невесте появлялся новый пункт, которому девушка заведомо не удовлетворяла. К моменту знакомства Фрэнка Гилбрета с Лилиан Моллер список выглядел так: «Никаких кузин, коротышек, евреек и вдов.» К появлению в доме Лилиан Моллер Марта Гилбрет и тётушка Кит отнеслись не менее враждебно, однако, увидев серьёзность намерений Фрэнка, отступили.
Первая встреча Фрэнка Гилбрета и Лилиан Моллер произошла в Бостонской библиотеке в июне 1903 года, где кузина Фрэнка Минни Банкер представила его троим своим спутницам: Мэри, Еве и Лилли. Минни работала учительницей в оклендской школе, а летом, в качестве сопровождающей, вывозила молодых девушек из благородных семей в Европу. Поскольку пароход, на котором должно было состояться путешествие, отплывал из Бостона, Минни Банкер решила на несколько дней остановиться в городе, чтобы повидаться с родственниками и показать своим подопечным город.
По утверждению сына Гилбретов Фрэнка Гилбрета-младшего, Фрэнк принял решение жениться на Лилиан Моллер уже на следующий после знакомства день, во время загородной автомобильной прогулки. Машина Гилбрета сломалась, и местные мальчишки столпились вокруг Фрэнка, мешая ему разбираться с поломкой. Несмотря на то, что в 1903 году автомобиль был новинкой, которую многие дети никогда не видели вблизи, Лилиан смогла занять внимание детей чтением им по памяти глав из «Алисы в Стране чудес».
Помолвка Фрэнка и Лилиан состоялась 26 декабря 1903 года. Свадьбу сыграли в Окленде 19 октября 1904 года. Из-за занятости Фрэнка свадебное путешествие длилось всего 11 дней, включая посещение Всемирной ярмарки в г. Сент-Луис. Большую часть свадебного путешествия молодые провели в поезде, следовавшем по маршруту «Калифорния — Колорадо — Нью-Йорк». В Сент-Луисе Фрэнк получил телеграмму срочно прибыть в офис для решения неотложного вопроса, поэтому свадебное путешествие пришлось прервать.
Фрэнк сразу же принял решение сделать Лилиан своим бизнес-партнёром и практически на первой же встрече порекомендовал ей соответствующую литературу и стал обучать её. Для удобства Гилбрет перенёс офис своей фирмы из Бостона в Нью-Йорк. Важным условием, которое он выставил Лилиан, было то, что его мама и тётя останутся жить с ними.
В семье Фрэнка и Лилиан Гилбрет родилось двенадцать детей:
- Энн Моллер Гилбрет Барни (англ. Anne Moller Gilbreth Barney) (09.09.1905[60]—16.02.1987)
- Мэри Элизабет Гилбрет (англ. Mary Elizabeth Gilbreth) (13.12.1906—31.01.1912[61])
- Эрнестина Гилбрет Кэри (англ. Ernestine Gilbreth Carey) (05.04.1908[62]—04.11.2006) — американская писательница, соавтор книги «Оптом дешевле».
- Марта Банкер Гилбрет Толмэн (англ. Martha Bunker Gilbreth Tallman) (05.11.1909[63]—15.11.1968)
- Фрэнк Банкер Гилбрет-мл. (англ. Frank B. Gilbreth Jr.) (17.03.1911[64]—18.02.2001) — американский писатель, автор популярных в 1940—1950-е книг, соавтор книги «Оптом дешевле»
- Уильям Моллер Гилбрет (англ. William Moller Gilbreth) (18.12.1912[65]—14.04.1990)
- Лилиан Моллер Гилбрет Джонсон[66] (англ. Lillian Moller Gilbreth Johnson) (17.06.1914—23.06.2001)
- Фредерик Моллер Гилбрет[67] (англ. Frederick Moller Gilbreth) (род. 08.12.1916)
- Дэниэл Банкер Гилбрет (англ. Daniel Bunker Gilbreth) (17.09.1917[68]—13.06.2006)
- Джон Моллер Гилбрет (англ. John Moller Gilbreth) (29.05.1919[69]—25.12.2002)
- Роберт Моллер Гилбрет (англ. Robert Moller Gilbreth) (04.07.1920[70]—24.07.2007)
- Джейн Моллер Гилбрет Хеппс (англ. Jane Moller Gilbreth Heppes) (22.06.1922[71]—10.01.2006)

### Вклад в теориюменеджментаиэргономику
Оставив в 1912 году работу в строительстве, Фрэнк Гилбрет посвятил себя деятельности в области научной организации труда и управления. Вместе с женой он вёл обширную теоретическую и экспериментальную работу в области организации, физиологии и психологии труда. Гилбрет разработал метод повышения производительности труда, который получил название «Система изучения движений» (англ. motion study). В основе «Системы изучения движений» лежит процесс разложения трудовых движений на элементарные микродвижения («терблиги», анаграмма фамилии Гилбрет) и положение о том, что любая выполняемая человеком работа состоит из суммы микродвижений.
Система терблигов была разработана к 1915 году. Впервые этот термин упоминается в работе «Система изучения движений для солдат-инвалидов» (англ. Motion Study for the Crippled Soldier, 1915). Всего было установлено 17 (по другим данным 16) простейших микродвижений. Заложив основы современного метода нормирования по микроэлементам, Фрэнк Гилбрет внёс значительный вклад в теорию и практику рационализации трудовых приёмов и движений.
Гилбрет изучал рабочие операции, фиксируя при помощи кинокамеры движения рабочего и замеряя время изобретённым им микрохронометром. Полученные фотографии (хроноциклографы) позволяли определить терблиги, которые затем наносились на карты одновременно выполняемых трудовых операций (англ. Simultaneous cycle motion ("simo") chart). Данные карты помогали установить, например, насколько правая и левая руки эффективно задействованы при выполнении операции. (По мнению исследователя М. Браун, Фрэнк Гилбрет пользовался методом хронофотографии, изобретённым французом Э.-Ж. Маре, приписав его изобретение себе.)
Изучив полученные данные, а также прочие сопутствующие выполнению рабочей операции факторы, Гилбрет рекомендовал либо изменение непроизводительных движений, либо их устранение. Итоговый результат признавался наилучшим способом выполнения данной работы на данном этапе развития технологий. «Поиск наилучшего способа выполнения работы» (англ. The quest of the one best way to do work) — один из главных слоганов Гилбретов.
С целью анализа сопутствующих выполнению операции параметров, Гилбрет разделил их на три типа:
- параметры, описывающие характеристики работника (анатомические особенности, убеждения, опыт, образ жизни, квалификация, темперамент, подготовка и др.);
- параметры движений работника (ускорение, автоматизм, инерция, направление, эффективность и др.);
- параметры окружающей среды (оборудование, инструменты, освещение, отопление, вентиляция, цветовое решение рабочего места и др.).

Данные параметры учитывались при проектировании рабочего места, внедрении оптимальных методов работы и устранении фактора усталости или утомления. Фактору усталости, который представлял предмет особого внимания Гилбретов, посвящена работа «Исследование утомления» (англ. Fatigue Study, 1916). Гилбреты выделяли избыточную и необходимую усталость. Избыточная усталость (англ. unnecessary fatigue) понималась как следствие совершения необязательных для данной операции действий. Необходимая усталость — это состояние организма, возникающее при выполнении действий, необходимых для достижения поставленной цели .
Для минимизации утомления рабочего Гилбреты спроектировали более удобное рабочее место, которое позволяло менять положение со стоячего на сидячее (англ. „sit-stand“ workstation); предложили иную расстановку (раскладку) оборудования и инструментов, при которой необходимое для работы располагалось в области непосредственного захвата руки; ввели регулярные рабочие перерывы.
Популяризации разработанной Гилбретами системы способствовала работа по изучению движений бейсбольных подающих, а также организованная ими в 1913 году летняя школа научного менеджмента (англ. Summer School of Scientific Management) — курс научного менеджмента для университетских профессоров.
В 1919 году Фрэнк Гилбрет учредил Комитет по устранению избыточной усталости (англ. Committee for the Elimination of Unnecessary Fatigue) под эгидой Общества индустриальных инженеров (англ. Society of Industrial Engineers). Он сотрудничал с Национальным советом по технике безопасности (англ. National Safety Council), с Американской лигой по профилактике сколиоза (англ. The American Posture League) и с Комитетом по сохранению зрения (англ. Eyesight Conservation Committee), подчёркивая тем самым роль системы изучения движений в ведении здорового образа жизни.

### Последние годы (1917—1924)
Во время Первой мировой войны (в 1917—1918 гг.) Фрэнк Гилбрет проходил службу в военной части Форт Силл (штат Оклахома) в звании майора. Согласно семейной легенде, в день вступления США в войну Гилбрет послал президенту Вудро Вильсону телеграмму следующего содержания: «Прибываю 7-30. Вашингтонский вокзал. Если вы не знаете, как меня использовать, я вам объясню.»
В Оклахоме Гилбрет изучал движения раненых и разрабатывал методы их реабилитации. Кроме того, он работал над различными аспектами программ подготовки солдат, в частности предложив эффективные методы сборки и разборки ручных пулемётов. Из-за жёсткого, почти круглосуточного графика работы, непривычной еды и воды низкого качества у Фрэнка Гилбрета случился острый приступ ревматизма, перешедший в почечную инфекцию и пневмонию. Местная больница не располагала достаточными ресурсами для лечения столь тяжёлых заболеваний, однако приезд в Форт Силл Лилиан и её усилия по организации ухода за Фрэнком дали прекрасные результаты. Несмотря на то, что доктора не давали надежды на выздоровление, через несколько недель Фрэнк Гилбрет смог передвигаться на костылях, и его перевели в госпиталь «Уолтер Рид» (англ. Walter Reed Hospital) в Вашингтоне.
После перенесённой болезни здоровье Фрэнка Гилбрета было окончательно подорвано. Врачи рекомендовали ему полностью отказаться от работы, но Фрэнк проигнорировал их рекомендации. Он продолжал работать в полную силу и готовиться к поездке на две европейские конференции — «Всемирную энергетическую конференцию» (англ. World Power Conference) в Англии и «Международный конгресс по управлению» (англ. The Prague International Management Congress) в Праге.
На конференции Фрэнк и Лилиан Гилбрет планировали выступить вместе. Однако за четыре дня до отправления лайнера «Скифия» Фрэнк Гилбрет скончался от сердечного приступа в телефонной будке на вокзале Монтклэра во время разговора с женой. Лилиан Гилбрет не стала отменять участие в конференциях и выступила на них одна.

## Система изучения движений и тейлоризм
Фрэнк Гилбрет познакомился с Фредериком Тейлором в декабре 1907 года. К этому моменту он был хорошо знаком с работами Тейлора по организации труда и высоко ценил его идеи. В музыкальной школе своей сестры Гилбрет читал еженедельные лекции по тейлоризму.
В книгах «Азбука научной организации труда» (англ. Primer of Scientific Management) и «Психология управления» (англ. The Psychology of Management) супруги Гилбрет подчёркивали, что тейлоризм является единственным методом, который обеспечивает здоровье и развитие рабочего. Желая поддержать Тейлора в борьбе с профсоюзами, которые обвиняли его в крайней эксплуатации рабочего, Гилбрет учредил «Общество содействия идеям научного управления» (англ. Society for the Promotion of the Science of Management), позднее переименованное в «Общество Тейлора» (англ. Taylor Society).
Ф. Тейлор проявил ответный интерес к опытам Гилбрета по рационализации движений каменщиков и включил главу, описывающую метод кирпичной кладки Гилбрета, в книгу «Принципы научного менеджмента» (англ. Principles of Scientific Management, 1911). Тейлор и Гилбрет стали довольно тесно общаться, однако Тейлор никогда не включал Гилбрета в круг своих учеников. Внедрять систему Тейлора на предприятиях могли только так называемые «официальные последователи». У Гилбрета было разрешение на внедрение системы Тейлора только в сотрудничестве с одним или несколькими авторизованными представителями.
Дебют Гилбрета как консультанта по внедрению метода Тейлора состоялся на заводе по изготовлению оплёточных станков New England Butt Company (г. Провиденс, штат Род-Айленд) в 1912 году. Помимо усовершенствования процессов бухгалтерского учёта, доставки и хранения материалов, Гилбрет инициировал проведение еженедельных совещаний для открытого обсуждения внедряемых инноваций с участием руководства и рабочих, организовал серию лекций по научному менеджменту для рабочих завода и предложил эффективный план служебного продвижения. Также была создана «книга предложений», в которую каждый работник мог внести свои предложения по улучшению процессов производства или условий труда. Лучшие предложения награждались призами по итогам месяца.
Гилбрет хотел усовершенствовать систему Тейлора, сместив акцент с увеличения прибыли на «человеческий фактор», а также заменив измерение времени работы секундомером другими методами измерения и оценки. В отличие от методов Тейлора, который утверждал необходимость работать по инструкции или определённому плану, у Гилбрета на первое место выступает сама конструкция движений. Гилбрет подчёркивал, что разработанная им «система изучения движений» — это не механические приспособления для извлечения прибыли, а комплексная программа по улучшению условий труда рабочего, которая делает работника более ценным и компетентным с точки зрения менеджмента предприятия. Гилбрет надеялся, что рабочие воспримут предлагаемый им метод с большим энтузиазмом, чем исходный тейлоровский метод, поскольку он направлен не на повышение скорости выполнения операции, а на увеличение производительности путём более эффективного использования времени . Тейлор не желал подобного вмешательства, считая созданную им систему совершенной.
Конфликт интересов привёл к напряжённости в отношениях инженеров, а затем и к открытой вражде. Конфликт достиг апогея в 1914 году во время внедрения Гилбретом методов научной организации труда на текстильной фабрике «Герман-Окам Кампани» (англ. Herrmann-Aukam Company), специализировавшейся на изготовлении носовых платков. Во-первых, не получив согласия Тейлора, Гилбрет отошёл от традиционного метода реорганизации, введя в работу циклографический, хроноциклографический и стереохроноциклографический методы. Во-вторых, получив заказ на выполнение работ на немецком предприятии Auergesellschaft (г. Берлин), Гилбрет оставил проект «Герман-Окам Кампани» недоделанным и уехал в Германию. Менеджеры «Герман-Окам Кампани» обратились к Тейлору с жалобой на скорость и качество работы Гилбрета, в результате чего Тейлор поручил довести проект до конца своему ученику Горацию Хэтэуэю (англ. Horace K. Hathaway). В ответ Гилбрет создал отдельную организацию по внедрению собственной системы — Frank B. Gilbreth Incorporated, Consulting Engineers.

## Основные изобретения
1917 — метод разборки и сборки ручных пулемётов «Льюис»  и «Браунинг»

1916 — метод (система) изучения движений и аппаратура для него

1915 — техника подачи хирургических инструментов во время операции с привлечением медсестры (стала общепринятой практикой в 1931 году)

1906 — конструкция бетонных окон

1899 — бетономешалка с подачей бензина самотёком

1896 — подъёмные подмости

## Оценка и память
Несмотря на то, что при жизни Фрэнка Гилбрета практическая и научная ценность его системы изучения движений подвергалась сомнению, с усовершенствованием и удешевлением средств съёмки влияние метода Гилбрета в производственной среде возросло. Система изучения движений стала частью официальной методологии работы производственных инженеров, индустриальных психологов и экспертов по кадровым ресурсам.
В.И. Ленин законспектировал в тетради «Бета» (одна из «Тетрадей по империализму») работу Гилбрета «Изучение движений с точки зрения прироста национального богатства», опубликованную в журнале The Annals of the American Academy of Political and Social sciences за 1915 год. В примечании Ленин отметил, что рекомендуемые Гилбретом методы организации труда – прекрасный образец технического прогресса при переходе от капитализма к социализму.
В 1931 году Общество индустриальных инженеров учредило медаль имени Фрэнка Гилбрета (англ. Gilbreth Medal). Первым инженером, награждённым этой медалью, стала Лилиан Гилбрет.
В декабре 1948 года вышла в свет юмористическая книга воспоминаний о семье Гилбрет «Оптом дешевле», написанная Фрэнком Гилбретом-младшим и Эрнестиной Гилбрет—Кэри. В 1950 году по книге был снят одноимённый фильм, где главные роли сыграли Клифтон Уэбб, Мирна Лой и Джинн Крейн.